# The God That Never Was
The God That Never Was – siódmy album studyjny szwedzkiej grupy deathmetalowej Dismember. Wydawnictwo ukazało się 20 lutego 2006 roku nakładem wytwórni muzycznej Regain Records. 

## Lista utworów
Opracowano na podstawie materiału źródłowego.
1. "The God That Never Was" (Blomqvist, Estby, Persson) – 2:09
2. "Shadows of the Mutilated" (Blomqvist, Estby, Kärki, Persson) – 3:26
3. "Time Heals Nothing" (Blomqvist, Estby, Kärki, Persson) – 3:40
4. "Autopsy" (Estby, Kärki) – 3:39
5. "Never Forget, Never Forgive" (Blomqvist, Kärki) – 1:44
6. "Trail of the Dead" (Blomqvist, Estby, Kärki, Persson) – 3:13
7. "Phantoms (Of the Oath)" (Blomqvist) – 3:55
8. "Into the Temple of Humiliation" (Blomqvist, Estby, Persson) – 4:08
9. "Blood for Paradise" (Blomqvist, Kärk) – 2:19
10. "Feel the Darkness" (Estby) – 3:39
11. "Where No Ghost Is Holy" (Blomqvist, Estby, Persson) – 3:39

## Twórcy
Opracowano na podstawie materiału źródłowego.
- Matti Kärki - wokal prowadzący
- David Blomqvist - gitara rytmiczna, gitara prowadząca, gitara basowa
- Martin Persson - gitara rytmiczna, gitara prowadząca, gitara basowa
- Fred Estby - perkusja, produkcja muzyczna

## Wydania
| Rok  | Nr katalogowy | Format | Wytwórnia           | Region            |
| ---- | ------------- | ------ | ------------------- | ----------------- |
| 2006 | RR 083        | CD     | Regain Records      | Szwecja           |
| 2006 | RRPLP 083     | LP     | Regain Records      | Szwecja           |
| 2006 | CDL0255CD     | CD     | Candlelight Records | Stany Zjednoczone |